# Callianira antarctica
Callianira antarctica is een soort in de taxonomische indeling van de ribkwallen (Ctenophora). 
De kwal behoort tot het geslacht Callianira en behoort tot de familie Mertensiidae. De wetenschappelijke naam van de soort werd voor het eerst geldig gepubliceerd in 1897 door Chun.